# Gustine (Kalifornia)
Gustine város az USA Kalifornia államában, Merced megyében. Lakosainak száma 6110 fő (2020. április 1.).

## Népesség
A település népességének változása:

| 2010 | 5 520 |
| 2020 | 6 110 |